# Джиннази, Катерина
Катерина Джиннази (итал. Caterina Ginnasi; 1590, Рим — 30 ноября 1660, Рим) — итальянская художница, живописец и благотворительница эпохи барокко. Писала преимущественно алтарные картины.

## Биография
Основным источником биографических сведений о художнице являются "«Жизнеописания живописцев, скульпторов и архитекторов, работавших в Риме и умерших между 1641—1673 годами» (Vite De Pittori Scultori ed Architetti Che Anno Lavorato in Roma Morti dal 1641 Fino al 1673 Di Giambattista Passeri Pittore e Poeta), составленные живописцем и историографом Дж. Б. Пассери.
Катерина Джиннази родилась в 1590 году в Риме, в семье юриста Дионисио Джиннази, адвоката семьи Колонна, потомка семьи Романья родом из Кастель-Болоньезе, и Фаустины Готтарди, умершей в 1646 году . Рано осиротевшая девочка приходилась племянницей кардиналу Доменико Джиннази, который заботился о её образовании и содействовал её занятиям живописью. Её учителями были Гаспаре Челио и Джованни Ланфранко.
Семья жила в Риме, в Палаццо Джиннази, на улице Виа делле Боттеге Оскуре, вместе со своим дядей кардиналом Доменико Джиннази. Потеряв отца и мать, дядя решил выдать Катерину замуж за её двоюродного брата Франческо Джиннази; но девушка воспротивилась этому, так как предпочитала посвятить себя живописи и духовным размышлениям. Поэтому дядя доверил её римскому художнику Гаспаре Челио, который благодаря кардиналу получил работу для Капеллы Крещения в базилике Святого Петра.
Катерина Джиннази перешла в мастерскую пармского живописца Джованни Ланфранко, который в 1627—1628 годах писал фрески в базилике Санта-Мария-ин-Домника, известной как Санта-Мария-алла-Навичелла, и украсил росписью потолок галереи Палаццо Джиннази (1629—1632). Весной 1634 года Ланфранко уехал в Неаполь. Катерина писала картины для церкви Кьеза ди Санта-Лючия алле Боттеге Оскуре, которую архитектор Орацио Торриани между 1629 и 1630 годами перестроил и включил в состав дворца Джиннази (церковь была разрушена в 1936 году при расширении улицы Виа делле Боттеге Оскуре).
Катерина вела почти монашеский образ жизни. Набожная и благочестивая, она убедила дядю основать в палаццо Джиннази монастырь кармелиток и помогала архитектору Орацио Торриани в оформлении интерьеров полностью перестроенной церкви Святой Лючии. Так, она написала для церкви две алтарные картины, утраченные при разрушении церкви в 1936 году. Позднее она написала алтарную картину для собора в Веллетри, несколько картин для капеллы Джиннази в этом соборе и расписала купол капеллы. Однако в 1824 состояние этих работ было оценено как крайне плохое, и их либо удалили, либо полностью переписали. Единственные сохранившиеся произведения — это алтарный образ с изображением Мученичества Святой Люсии и люнет Тайной вечери. Некоторые наивности живописи, особенно в лицах, разрешаются благодаря щедрости красок и эффектам светотени, заимствованным у Ланфранко .
В 1638 году Катерина Джиннази была принята в Академию Святого Луки. В 1639 году в описи имущества, завещанного кардиналом Джиннази, значились картины его племянницы: «Святая Екатерина Александрийская», «Вознесение Девы», «Святой Архангел Михаил» и «Мадонна с четырьмя святыми покровителями Веллетри» (возможно, копия запрестольного образа собора Веллетри). Сохранились сведения о других её картинах, однако сами работы утрачены. До наших дней дошли лишь две картины, атрибутируемые Джиннази.
После смерти своего дяди-кардинала Катерина Джиннази получила богатый доход и заботилась о монастыре «Корпус Домини», основанном её дядей в 1637 году в Палаццо Джиннази. Катерина также заботилась о «Братстве Санта-Мария Костантинополитана дель Суфражо» (Confraternita di Santa Maria Costantinopolitana del Suffragio), ориентиром которого была семейная капелла в соборе Веллетри. В Веллетри Катерина восстановила благотворительную конгрегацию Монте ди пьета, которая в 1640 году получила название «Сакро-Монте-ди-Пьета-Джиннази» .
Катерина Джиннази скончалась 30 ноября 1660 года в Риме . Вероятный портрет художницы — бюст из каррарского мрамора, хранящийся в Музее Виктории и Альберта в Лондоне, датированный 1660 годом и приписываемый скульптору Козимо Фанчелли.

## Комментарии
1. ↑  По другим источникам — в Кастель-Болоньезе[3].